# 吕宋强蕾螺
吕宋强蕾螺（学名：Pinquigemmula luzonica），是新腹足目卷管螺科Pinquigemmula属的一种。主要分布于中国大陆，常栖息在潮下带。